# Squamata
Squamata este un ordin din clasa reptilelor care cuprinde ca. 8000 de specii din care ca. 4750 sunt șopârle, 3000 șerpi și 160 Amphisbaenia (viermi subterani tropicali). Din numărul total al reptilelor peste 96 % sunt specii care fac parte din ordinul Squamata (târâtoare cu solzi). Squamata prezintă specificul că periodic năpârlesc, se descuamează. Ele sunt animale de talie mijlocie, speciile cele mai mari fiind șerpii constrictori uriași ca pitonul (Python reticulatus) și anaconda (Eunectes murinus) care ating o lungime de 9 m. Cel mai mic reprezentat al ordinului este specia de cameleon (Brookesia minima) care are o lungime de numai 3 cm. Majoritatea animalelor din acest ordin au corpul lung, care pe secțiune transversală este rotund, sau ușor turtit lateral sau dorsoventral.

## Areal de răspândire
Animalele ordinului Squamata, populează aproape toate regiunile pământului cu excepția regiunii arctice. Prin speciile șerpilor de mare (Hydrophiinae) au reușit să ocupe toate regiunile de coastă a mărilor tropicale. Cele mai multe animale ale ordinului trăiesc în regiunile calde tropicale sau subtropicale, și cum urcăm spre cei doi poli, numărul lor scade, ca să nu mai poată fi întâlnite, în nordul Siberiei, Canadei, sau Alaska și Groenlanda. Excepție face Vipera berus care a fost găsită chiar la nord de cercul polar, sau specia de leguan Liolaemus magellanicus, care trăiește în Țara de Foc.

## Caractere morfologice
Corpul animalelor este acoperit cu solzi, care periodic se schimbă prin năpârlire. Sunt animale heteroterme. Mai ales la șerpi, maxilarul inferior are o articulație (simfiză) care permite deschiderea gurii, astfel că poate o înghiți o pradă care depășește diametrul transveral al corpului șarpelui. Există specii care au dinți și pe cerul gurii, sau colți prevăzuți cu un canal cu venin. Scheletul membrelor s-a atrofiat, însă la unele specii ale ordinului, a crescut numărul coastelor.

## Reproducția
Animalele din punct de vedere a reproducției pot fi ovipare, ovovivipare sau vivipare.

## Sistematică
```
(Reptilia)
 ├─ (
broaște țestoase
)
 └─
Diapsida

     ├─
Archosauria
, (
crocodili
, † 
pterozauri
, † 
dinozauri
, 
păsări
)
     └─ (Lepidosauria)
        ├─
Sphenodontida
, 
        └─
Squamata
```

|               | (Scincomorpha) incl. (Amphisbaenia)                                                       |
|               |                                                                                           |
| (Anguimorpha) | \| \| (Anguidae) \| \| \| \| \| \| (Varanoidea) \| \| \| \| \| \| (Serpentes) \| \| \| \| |
|               | \| \| (Anguidae) \| \| \| \| \| \| (Varanoidea) \| \| \| \| \| \| (Serpentes) \| \| \| \| |
|               | (Anguidae)                                                                                |
|               |                                                                                           |
|               | (Varanoidea)                                                                              |
|               |                                                                                           |
|               | (Serpentes)                                                                               |
|               |                                                                                           |

|  | (Anguidae)   |
|  |              |
|  | (Varanoidea) |
|  |              |
|  | (Serpentes)  |
|  |              |

|               | (Scincomorpha) incl. (Amphisbaenia)                                                       |
|               |                                                                                           |
| (Anguimorpha) | \| \| (Anguidae) \| \| \| \| \| \| (Varanoidea) \| \| \| \| \| \| (Serpentes) \| \| \| \| |
|               | \| \| (Anguidae) \| \| \| \| \| \| (Varanoidea) \| \| \| \| \| \| (Serpentes) \| \| \| \| |
|               | (Anguidae)                                                                                |
|               |                                                                                           |
|               | (Varanoidea)                                                                              |
|               |                                                                                           |
|               | (Serpentes)                                                                               |
|               |                                                                                           |

|  | (Anguidae)   |
|  |              |
|  | (Varanoidea) |
|  |              |
|  | (Serpentes)  |
|  |              |

|               | (Scincomorpha) incl. (Amphisbaenia)                                                       |
|               |                                                                                           |
| (Anguimorpha) | \| \| (Anguidae) \| \| \| \| \| \| (Varanoidea) \| \| \| \| \| \| (Serpentes) \| \| \| \| |
|               | \| \| (Anguidae) \| \| \| \| \| \| (Varanoidea) \| \| \| \| \| \| (Serpentes) \| \| \| \| |
|               | (Anguidae)                                                                                |
|               |                                                                                           |
|               | (Varanoidea)                                                                              |
|               |                                                                                           |
|               | (Serpentes)                                                                               |
|               |                                                                                           |

|  | (Anguidae)   |
|  |              |
|  | (Varanoidea) |
|  |              |
|  | (Serpentes)  |
|  |              |

|               | (Scincomorpha) incl. (Amphisbaenia)                                                       |
|               |                                                                                           |
| (Anguimorpha) | \| \| (Anguidae) \| \| \| \| \| \| (Varanoidea) \| \| \| \| \| \| (Serpentes) \| \| \| \| |
|               | \| \| (Anguidae) \| \| \| \| \| \| (Varanoidea) \| \| \| \| \| \| (Serpentes) \| \| \| \| |
|               | (Anguidae)                                                                                |
|               |                                                                                           |
|               | (Varanoidea)                                                                              |
|               |                                                                                           |
|               | (Serpentes)                                                                               |
|               |                                                                                           |

|  | (Anguidae)   |
|  |              |
|  | (Varanoidea) |
|  |              |
|  | (Serpentes)  |
|  |              |